# Przełączka za Upłazkową Basztą
Przełączka za Upłazkową Basztą (ok. 1500 m) – przełączka w północno-zachodniej grani Upłazkowej Turni w Dolinie Kościeliskiej w Tatrach Zachodnich. Grań ta oddziela Pisaniarski Żleb (Żleb nad Pisaną) od Wąwozu Kraków. Przełączka znajduje się tuż po zachodniej stronie Upłazkowej Baszty. Od następnej na zachód przełączki (Upłazkowe Wrótka, ok. 1505 m) oddzielona jest skalnym zębem.
Spod Przełączki za Upłazkowa Basztą w południowym kierunku opada kilkudziesięciometrowej wysokości skalista ściana, w której znajduje się głęboki komin i kilka nyż. Ściana ta ma podnóże nieco powyżej Przełączki za Saturnem. Łatwiejsze wyjście prowadzi od północnej strony (z Pisaniarskiego Żlebu). Spod przełączki opada tutaj płytowa, częściowo porośnięta trawnikami załupa (I stopień trudności).